# دختران زندانی (فیلم ۱۹۹۴)
دختران زندانی (انگلیسی: Girls in Prison) فیلمی است آمریکایی محصول ۱۹۹۴ به کارگردانی جان مک‌ناتن. این فیلم نخست در سال ۱۹۹۴ شبکه تلویزیونی شوتایم به عنوان بخشی از سریال جاده شورشی پخش شد.